# メロライド
メロライドは、かつて活動していた日本のロックバンド。所属事務所はスターダストプロモーション、所属レコード会社はユニバーサルミュージック。

## 略歴
- 2003年、高校時代からのナオ＆洋平コンビ。専門学校からの仲間、洋平＆真也＆久永で結成。
- 携帯サイト「モバゲータウン」クリエーターミュージック楽曲ランキングで全国1位獲得。これがきっかけとなり、現マネジメントから薦められ応募した「スター出すぞ！STARDUST MUSIC新人発掘」で優勝。同時にmusic.jp決選投票グランプリアーティスト賞受賞。これらがきっかけとなりメジャーデビューとなる。

## メンバー
ナオ(Vo) 洋平(G&Cho) 真也(G&MC) 久永(B)　

## 作品

### シングル
|     | 発売日        | タイトル   | タイアップ                         | 規格品番   |
| --- | ------------- | ---------- | ---------------------------------- | ---------- |
| 1st | 2009年11月4日 | ココニアル | 映画『大洗にも星はふるなり』主題歌 | UPCH-80155 |